# Ліповець-Косьцельний (гміна)
Гміна Ліповець-Косьцельни (пол. Gmina Lipowiec Kościelny) — сільська гміна у центральній Польщі. Належить до Млавського повіту Мазовецького воєводства.
Станом на 31 грудня 2011 у гміні проживало 4979 осіб.

## Площа
Згідно з даними за 2007 рік площа гміни становила 114.21 км², у тому числі:
- орні землі: 64.00%
- ліси: 29.00%

Таким чином, площа гміни становить 9.75% площі повіту.

## Населення
Станом на 31 грудня 2011:
| Опис     | Загалом | Загалом | Чоловіки | Чоловіки | Жінки | Жінки |
| -------- | ------- | ------- | -------- | -------- | ----- | ----- |
| одиниця  | осіб    | %       | осіб     | %        | осіб  | %     |
| все      | 4979    | 100     | 2440     | 49.01    | 2539  | 50.99 |
| міське   | 0       | 100     | 0        |          | 0     |       |
| сільське | 4979    | 100     | 2440     | 49.01    | 2539  | 50.99 |

## Сусідні гміни
Гміна Ліповець-Косьцельни межує з такими гмінами: Вішнево, Дзялдово, Ілово-Осада, Кучборк-Осада, Млава, Шренськ.